# Horizons
«Horizons» (En castellano: Horizontes) es una canción del grupo inglés Genesis aparecida por primera vez en el álbum Foxtrot del año 1972. Genesis ha interpretado esta canción contadas veces en vivo y fue interpretada solo en la gira del posterior álbum Selling England by the Pound, pero Steve Hackett lo ha hecho de forma regular en su carrera como solista.
Algunos créditos a través de los años reconocen esta canción a todos los miembros de Genesis en Foxtrot (Tony Banks, Phil Collins, Peter Gabriel, Steve Hackett y Mike Rutherford) probablemente basados en los créditos del grupo para los álbumes en ese período. Lo cierto es que Steve Hackett es el autor de esta pieza para guitarra, que comienza con la idea central del Preludio de la Suite para violonchelo No. 1, BWV 1007, de Bach. 
Estas notas se leen en el álbum Bay Of Kings de Hackett: "Originalmente escrito en homenaje a John Renborn. Su ´SIR JOHN A LOT OF´ fue un gran disco: su lado clásico y contemporáneo - ¡bien hecho, John! Esta fue la primera obra completa que escribí para la guitarra, sin acompañamiento, y se convirtió en el barco insignia para el resto de mi flota de garabatos."
La canción puede aparecer titulada como Horizons o Horizon's, dependiendo de la edición: el lanzamiento original de Foxtrot de la compañía Charisma en 1972 lo titula sin el apóstrofo. En los álbumes Bay Of Kings y There Are Many Sides To The Night de Hackett aparece también con este nombre, en el primero aparece una nueva versión grabada en estudio mientras que en el segundo aparece una versión en vivo.
El título correcto es sin el apóstrofo, y aparece de manera correcta en las ediciones originales en LP de EE. UU. y del Reino Unido. El error aparece en una reedición de Foxtrot el año 1979, cuando Genesis tuvo una nueva compañía discográfica en EE. UU. El error aparece en los lanzamientos originales así como en las posteriores ediciones remasterizadas, tanto en las versiones de LP, casete y CD. Se desconece por qué se produjo este error y es desconcertante que haya perdurado.